# Asparagus macrorrhizus
Asparagus macrorrhizus — вид рослин із родини холодкових (Asparagaceae).

## Середовище проживання
Ареал: Іспанія.